# 水の資料館 (岐阜市)

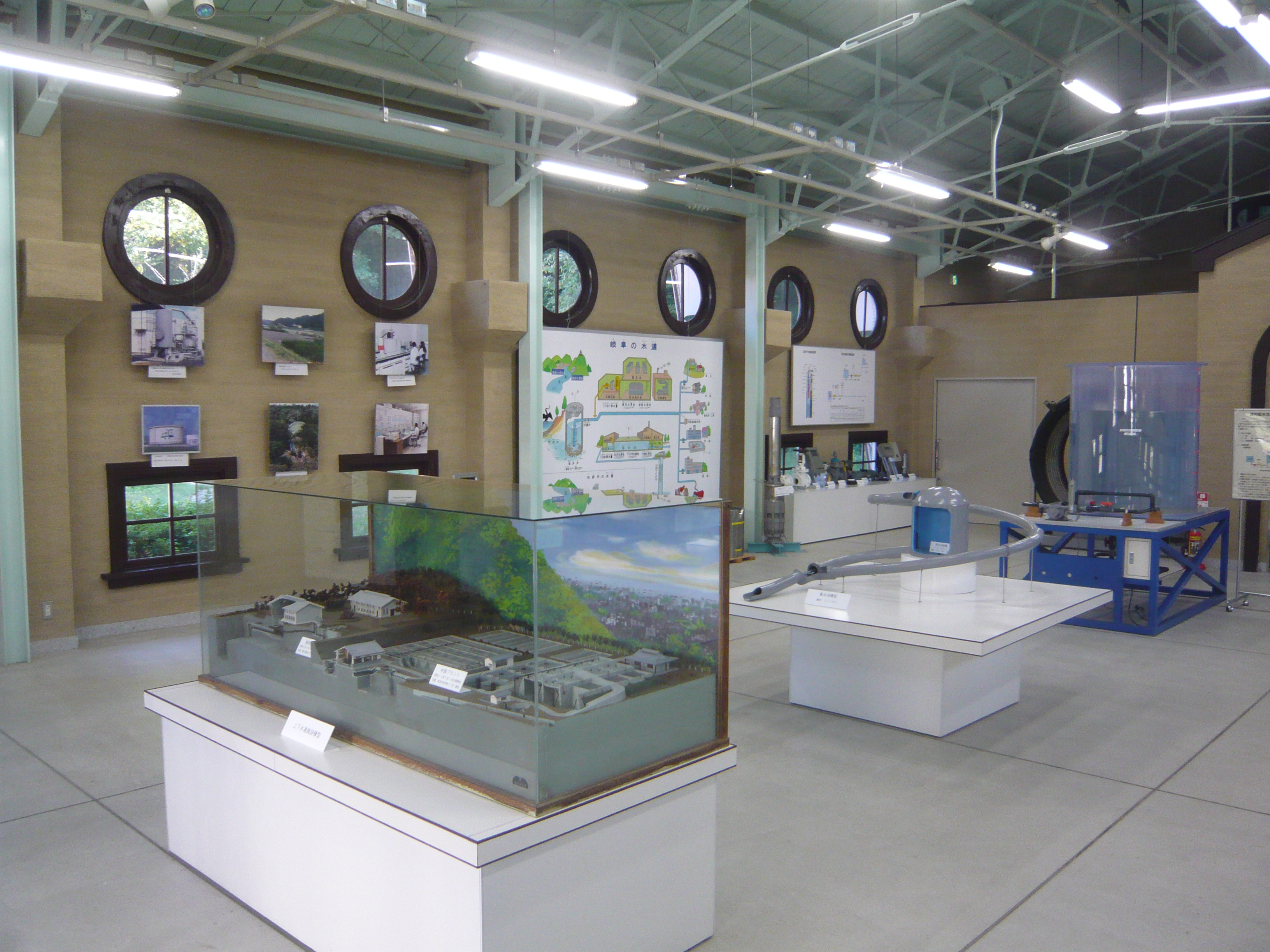
館内

水の資料館（みずのしりょうかん）は、岐阜県岐阜市が管理運営する上水道に関する資料館である。市民に水道への関心と理解を深めてもらうことを目的に2002年（平成14年）4月に開館した。
岐阜市が上水道の給水を開始した1930年（昭和5年）に鏡岩水源地内に建てられ、1970年前後（昭和40年代）まで実際の給水用のエンジン室として使用されていた。建物の壁は長良川の石を積み上げて築かれている。隣接する水の体験学習館（旧ポンプ室）と共に2001年（平成13年）8月28日に国の登録有形文化財に登録された。

## 施設
- 岐阜市の水道の歴史をふりかえるコーナー
- 水源地施設に使用されているポンプ・流量計などの機器類コーナー
- 鏡岩配水池の案内
- 鏡岩配水池の施設模型

## 概要
- 開館時間：9:30〜16:00
- 休館日：毎週月曜日、年末年始（12月29日〜1月3日）。ただし、月曜日が祝日の場合はその翌日（年末年始は除く）。
- 入場料：無料

## アクセス
- 岐阜バス 「長良橋」下車。東へ徒歩約500m。